# Thyrostromella myriana
Thyrostromella myriana är en svampart som först beskrevs av Jean Baptiste Desmazières, och fick sitt nu gällande namn av Franz von Höhnel 1929. Thyrostromella myriana ingår i släktet Thyrostromella, divisionen sporsäcksvampar och riket svampar.   Inga underarter finns listade i Catalogue of Life.